# PH-Elektrode

Schematischer Aufbau einer pH-Elektrode

Eine pH-Elektrode wird zur Messung des pH-Wertes mit einem pH-Meter verwendet. In der Praxis wird meistens mit einer Glaselektrode gearbeitet, die üblicherweise als Einstabmesskette ausgeführt ist.

## Grundlagen
Die zur Definition des pH-Wertes herangezogene Quellenspannung einer Zelle aus zwei Wasserstoffelektroden wäre in der Praxis zu schwierig zu handhaben, weshalb andere Arten von pH-Elektroden konstruiert wurden (und noch immer werden). Allerdings gibt es bei den unterschiedlichen Prinzipien und Bauweisen auch unterschiedliche Messfehler und Einsatzgrenzen.

## Bauweisen und Messprinzipien
- Glaselektroden mit Gel- oder Flüssig-Elektrolyt-Füllung oder fester Ableitung (Polymer, Metall)
- Reversible Wasserstoffelektrode kombiniert mit einer festen Bezugselektrode, z. B. Silber-Silberchlorid-Elektrode
- Emailelektroden
- Ionophorelektroden
- Antimon- und Bismutelektroden
- Metalloxidelektroden (z. B. Ruthenium(IV)-oxid)
- Chinhydronelektrode
- Ionensensitive Feldeffekttransistoren (ISFET).

## Praktisches Messen
Vor der eigentlichen Messung ist es nötig, die pH-Elektrode zu prüfen und einzustellen. Dieser Vorgang wird in der Praxis als Kalibrierung bezeichnet, tatsächlich handelt es sich um eine Kalibrierung mit anschließender Justierung. Zu diesem Zweck wird die pH-Elektrode in ein, zwei oder mehrere unterschiedliche Pufferlösungen mit einem definierten pH-Wert getaucht und der dabei am Messgerät angezeigte Wert auf den Sollwert gestellt. Bei der 2-Punkt-Kalibrierung wird zuerst mit einem Puffer mit pH = 7,0 die Asymmetrie der Elektrode korrigiert und anschließend mit einem anderen Puffer (vorzugsweise im zu erwartenden pH-Bereich) die Elektrodensteilheit.
Aufgrund der Temperaturabhängigkeit des pH-Wertes ist dabei auf die Temperatur des Puffers zu achten.
Anschließend erfolgt die Messung durch Eintauchen der Elektrode in die zu untersuchende Probe. Auch hierbei ist die Temperatur zu beachten bzw. beim ermittelten Messwert mit anzugeben. Besonders bei hochviskosen Proben und bei älteren pH-Elektroden ist oft eine gewisse Zeit zur Stabilisierung des Messwertes zu erwarten.